# Verger lonquimayus
Verger lonquimayus är en nattsländeart som först beskrevs av Luisa Eugenia Navas 1933.  Verger lonquimayus ingår i släktet Verger och familjen husmasknattsländor. Inga underarter finns listade i Catalogue of Life.